# Archéologie aérienne

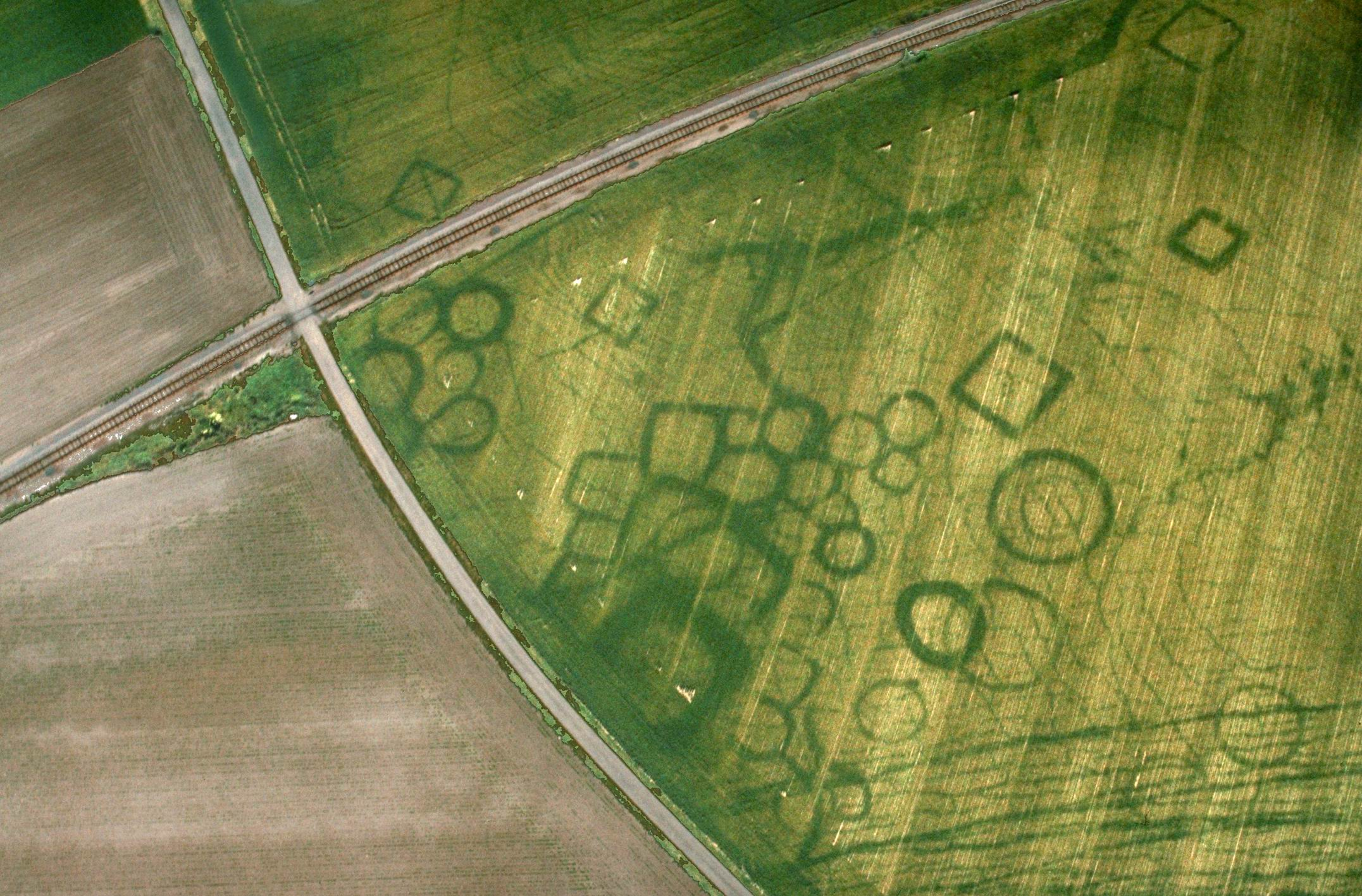
Photographie aérienne du site protohistorique de Grézac (Charente-Maritime). Grande nécropole gauloise avec diverses structures funéraires. Circulaires ou carrés, de toutes tailles, ces « monuments funéraires » abritaient des sépultures à incinération.

L'archéologie aérienne, forme de prospection aérienne, est une méthode d'archéologie non destructive qui consiste à photographier à moyenne altitude des zones dégagées et à étudier et interpréter les indices recueillis, invisibles depuis le sol.
Trois sortes de modifications, dues à la présence de vestiges enfouis, sont observables sur les photographies obtenues dans des conditions optimales de saison et d'éclairage : modification de niveaux, de couleur du sol ou de développement des cultures. Ces modifications permettent de déceler d'anciennes structures anthropiques qu'il reste ensuite à dater et à préciser.
Apparue dès les années 1950, la prospection aérienne s'est largement développée depuis grâce notamment à l'accessibilité des moyens de vols privés de l'aviation générale. 
Elle a donné ses plus spectaculaires résultats dans les plaines d'Europe de l'Ouest et dans les zones désertiques du Proche-Orient. Au XXIe siècle, l'aviation tend à être remplacée par l'usage de drones, beaucoup moins couteux à mettre en œuvre.

## Historique

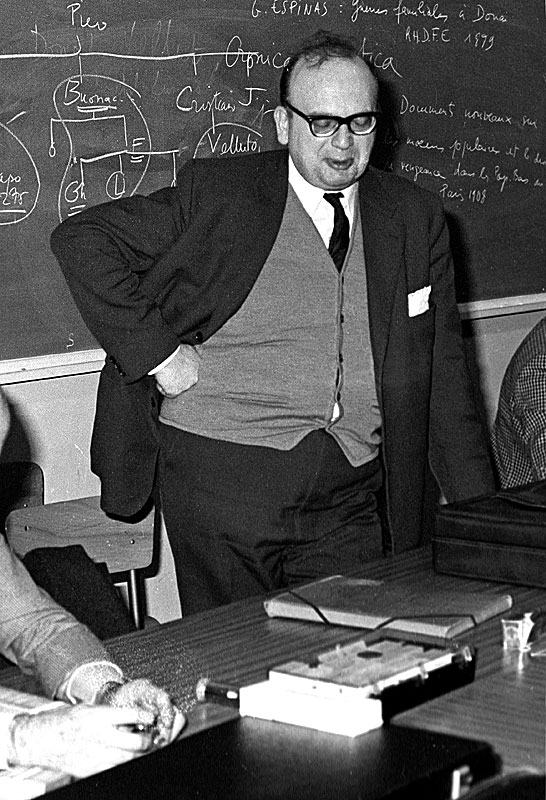
Raymond Chevallier.

Dès 1631, et bien avant la possibilité de s’élever dans les airs autrement qu’en gravissant des montagnes pour avoir une vue distanciée des plaines, Pierre Louvet note qu’il est possible de faire des observations phytologiques dont laquelle l’archéologie aérienne saura faire fruit :

« […] Et combien que ladite ville ait été totalement ruinée, neanmoins paroiſſent encore des fondemens forts maſſifs, de forts grandes remarques, de grandes eſpaces de logis, grand nombre de puis & caues, quantité de medailles d’argent & de cuïure ; & principalement quand cette grande campagne eſt enſemencée en bled, on y reconoit encore le cõpaſſement et les endrois des ruës ou le bled eſt plus petit qu’és lieux ou les maiſons étoient báties. »

Le révérend père jésuite Antoine Poidebard, observateur aérien militaire, remarque en 1925 en Syrie sous mandat français qu'au soleil couchant, avec la lumière rasante, des reliefs infimes du sol apparaissaient, trahissant des ruines enfouies qu'il photographie, localise et déclare dans le cadre d'une mission d'étude des routes de Haute-Djezireh. Ces micro-reliefs sont associés, vus du ciel, à des ombres allongées démesurément. Poidebard reconnaît ainsi les forts du limes romain et le tracé des routes caravanières traversant le désert pour atteindre au Sud l'Arabie.
Le colonel Baradez réalise des prospections en Afrique du nord, mais les Anglais sont les premiers à institutionnaliser ces recherches, grâce aux moyens techniques du Department of Survey de l'université de Cambridge. Le pionnier anglais de la photographie aérienne, Kenneth St Joseph, développe après la Seconde Guerre mondiale, cette discipline dans les pays tempérés, mettant en évidence dans les champs labourés, nus, les différences de teinte de leur sol (indices pédographiques ou « soil marks (en) ») qui témoignent d'une occupation ou d'une activité de l'homme.
C'est dans les années 1960 que dans plusieurs régions françaises, des chercheurs comme Roger Agache dans le Nord de la France, Jacques Dassié en Poitou-Charentes, Bernard Edeine dans la Manche, René Goguey en Bourgogne, Daniel Jalmain en Île-de-France, Louis Monguilan en Provence commencent à utiliser de manière spécifique cette méthode de prospection. Le séminaire de topographie historique et de photo-interprétation de l'École des hautes études en sciences sociales de Paris, organisé en 1977 par Raymond Chevallier, a une influence décisive sur le développement et la vulgarisation de cette technique. D'autres vinrent plus tardivement, dont Maurice Marsac dans l'Ouest du Poitou et Henri Delétang en Touraine. 
La sécheresse de l'été 1976 a également permis l'identification de nombre de nouveaux sites.
Plus récemment, les nouvelles techniques de traitement informatisé des images ou les prises de vues en infra-rouge, ont permis d'élargir le champ d'application de la photographie aérienne et de prospecter également sur les zones forestières. Les photos montrant alors des indices totalement invisibles à l'œil humain. La photographie numérique a grandement facilité les opérations par l'instantanéité de ses résultats et ses fichiers directement exploitables. 

## Principes
L'archéologie aérienne associe un support aérien, généralement l'avion de tourisme, aux prospections archéologiques. L'avion permet de s'éloigner de la surface terrestre, pour prendre du recul afin de mieux saisir les éventuelles traces d'occupation humaine (creusement de fondations ou fossés, édification de murs) qui ont bouleversé la stratigraphie naturelle d'un sol.

## Méthodes
Son principe est fondé sur l'observation en altitude d'indices qui restent invisibles au sol. Cinq sortes de modifications, dues à la présence de structures ou de vestiges enfouis, sont décelables sur les photographies obtenues dans des conditions optimales de saison et d'éclairage :
1. L'indice sciographique : les modifications de niveaux, extrêmement faibles parfois, sont soulignées par un éclairage rasant et prennent une signification quand elles sont vues d'avion, particulièrement dans des zones désertiques ;
2. L'indice pédographique : les modifications de couleur du sol, dues aux traces de mortier remonté des labours, de foyers ou de fosses à humus ;
3. L'indice hydrométrique : les traces d'humidité plus sombres dénotent un fossé plus meuble ou des trous de poteaux dans un sol plus calcaire. Par un phénomène de différence de conductibilité de chaleur, ces traces peuvent être soulignées par un dépôt fugitif de gelée blanche en hiver ;
4. L'indice phytologique : Les modifications de croissance, de floraison et de maturation des cultures, plus fournies au-dessus des zones profondes et remplies d'humus (fossés comblés), plus rases au-dessus des vestiges de maçonneries. Lors des importantes sécheresses comme celle de 1976 ces indices sont amplifiés et dévoilent, principalement par jaunissement sélectif des céréales, un grand nombre de sites inconnus ;
5. L'indice paysager : L'observation de modifications du paysage par traces ou délimitations de zones de civilisations, ou de routes.

## Origine des traces archéologiques visibles en surface

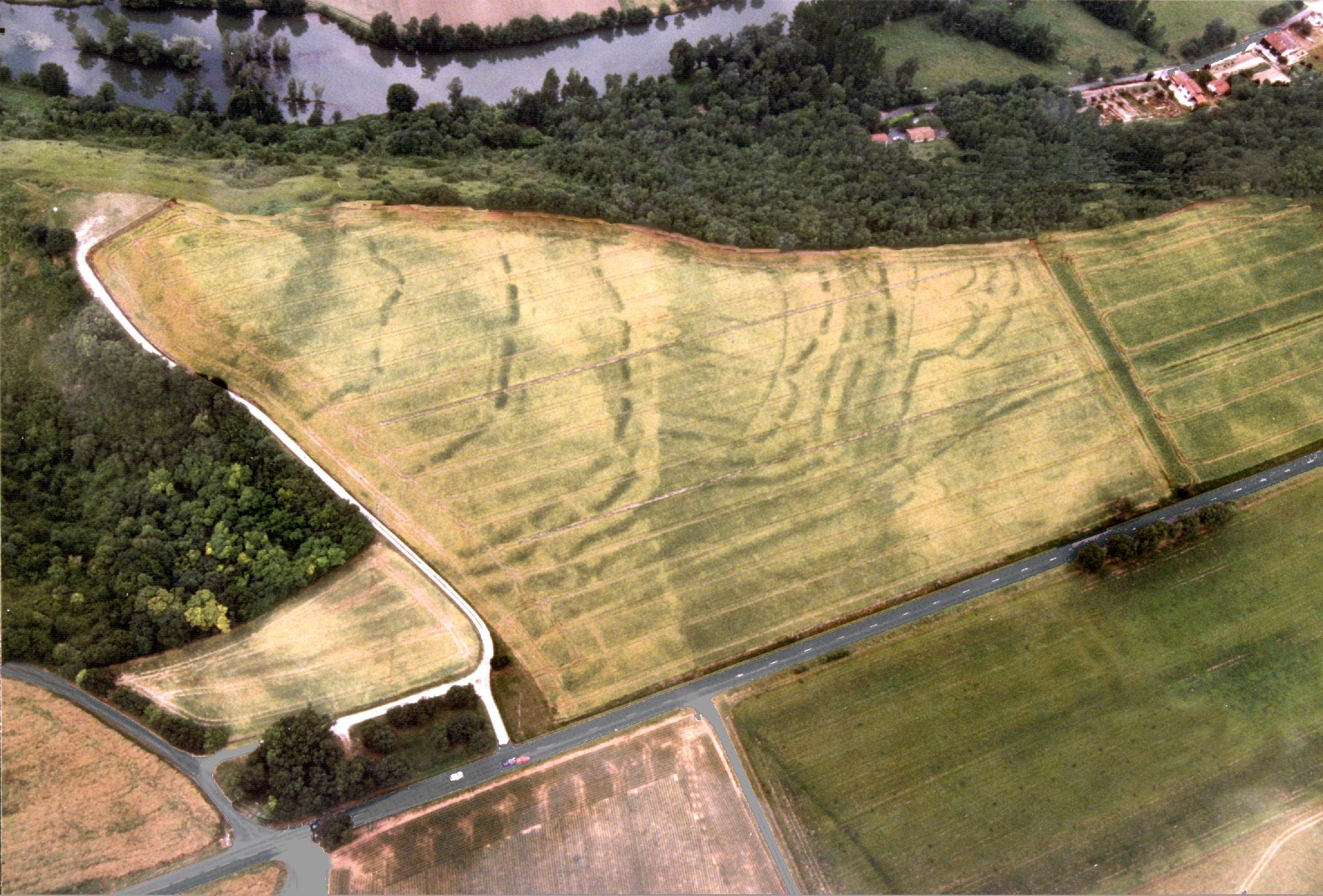
Photographie aérienne du site néolithique de Balzac, Les Coteaux de Coursac (Charente).

Naturel ou cultivé, le sol est un milieu homogène où la croissance de la végétation est régulière sur un territoire donné. Les interventions humaines passées, en rompant cette homogénéité, se signalent par des anomalies de croissance de la végétation.
Sur sol nu et asséché en surface, la remontée capillaire d'humidité à la verticale des fossés provoque l'apparition de figures géométriques où le sol apparaît d'une couleur différente ; l'inverse peut également se produire lorsque des fondations enfouies diminuent la réserve d'eau disponible : ce sont des indices hydrographiques.
Des interventions agricoles récentes (labours profonds) peuvent faire affleurer des vestiges se traduisant par des traces de couleur différente qui forment les indices pédographiques.
Les traces laissées par les interventions humaines affectent en général des formes géométriques, ce qui permet de les différencier des anomalies naturelles aux formes plus irrégulières, et le recul permis par l'observation aérienne aide à cette discrimination.
Les principales périodes de visibilité des traces archéologiques se situent à la fin du printemps, sur les terres cultivées, lorsque les champs de céréales arrivant à maturité trahissent la présence de structures anthropiques. La seconde période correspond à l'hiver, lorsque l'assèchement des terres nues permet les remontées capillaires plus foncées. Les résultats sont toutefois très inégaux selon les années et dépendent en particulier de la géologie et la pédologie du lieu, de la climatologie régionale annuelle (influant sur les réserves hydriques et le niveau phréatique), de la nature des cultures et de la présence au moment opportun, d'un prospecteur archéologique aérien.

## Acquisition et exploitation des données

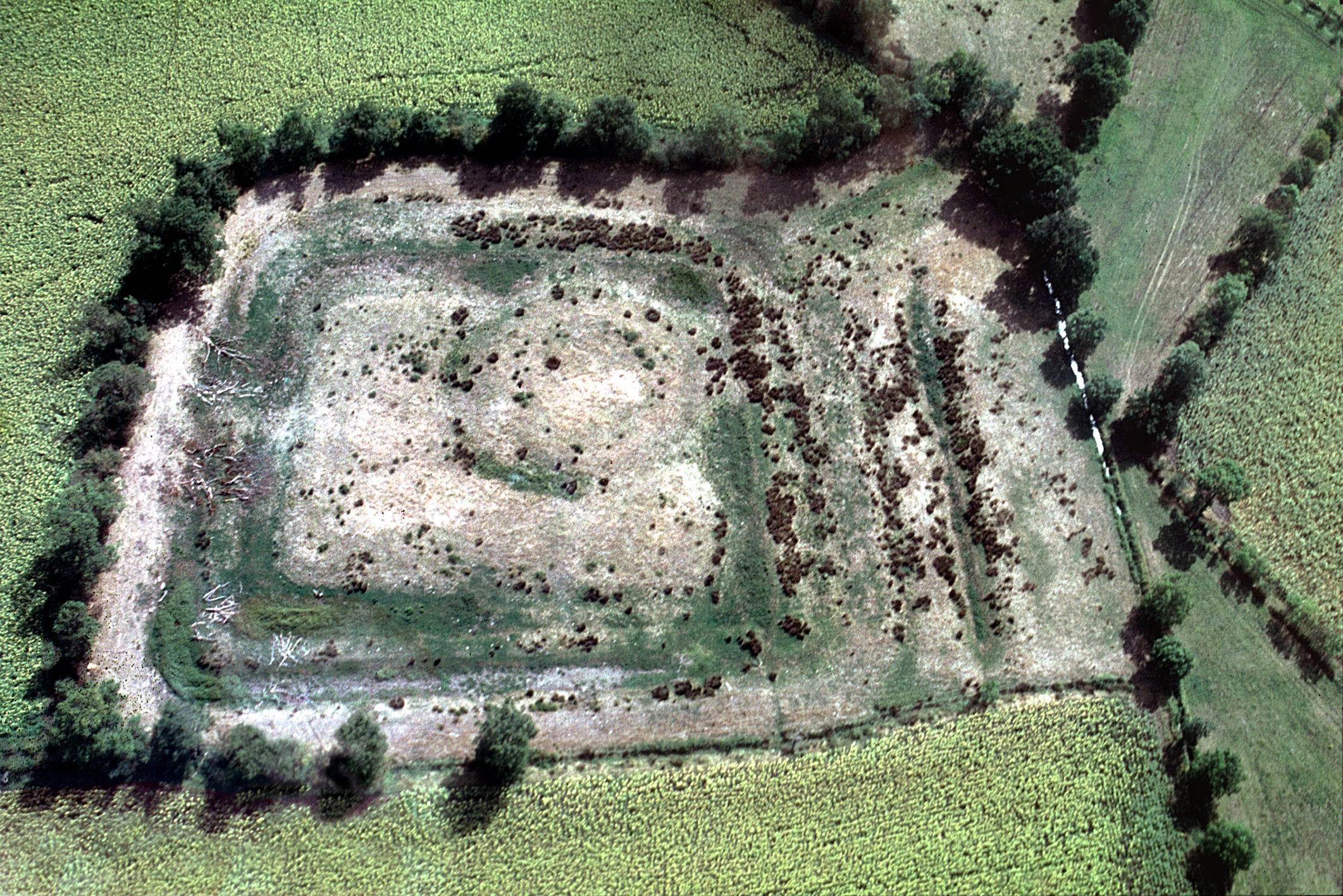
Photographie aérienne du site médiéval de Champdolent (Charente-Maritime), près du Vieux Château.

### Observation
Un moyen idéal de prospection est l'avion de tourisme à aile basse avec un pilote et un passager observateur. Un jeu de cartes de l'IGN, au 1/50 000 sera indispensable pour localiser toute découverte nouvelle, qui sera attestée par un groupe suffisant de photographies. Les appareils photographiques reflex modernes, équipés d'un zoom sont suffisants. La localisation des prises de vues par GPS est indispensable.
Les étés secs ou de grandes vagues de chaleur sont propices à la découverte de nouveaux sites, permettant de visualiser ces artéfacts de manière beaucoup plus contrastée.

### Interprétation
Au retour de mission, les images peuvent immédiatement être visionnées, enregistrées et traitées. Chaque vue est géolocalisée précisément et tous les détails nécessaires à son interprétation sont notés : description des conditions de prise de vue, date, heure, orientation de l'axe du paysage représenté et description des indices archéologiques observés. Chaque photo fait ensuite l'objet d'une analyse archéologique : origine naturelle ou anthropique et, dans ce cas, proposition de datation et de typologie (habitat, enceinte, fossé…). Il faut décréter si les traces sont d'origine naturelle ou anthropique. L'examen de leurs formes et styles permettra d'établir un diagnostic d'appartenance chronologique préliminaire. L'ensemble des données est transmis à l'autorité de tutelle compétente en matière d'archéologie, le Service régional de l'archéologie (ministère de la Culture).

### Publication et prolongement

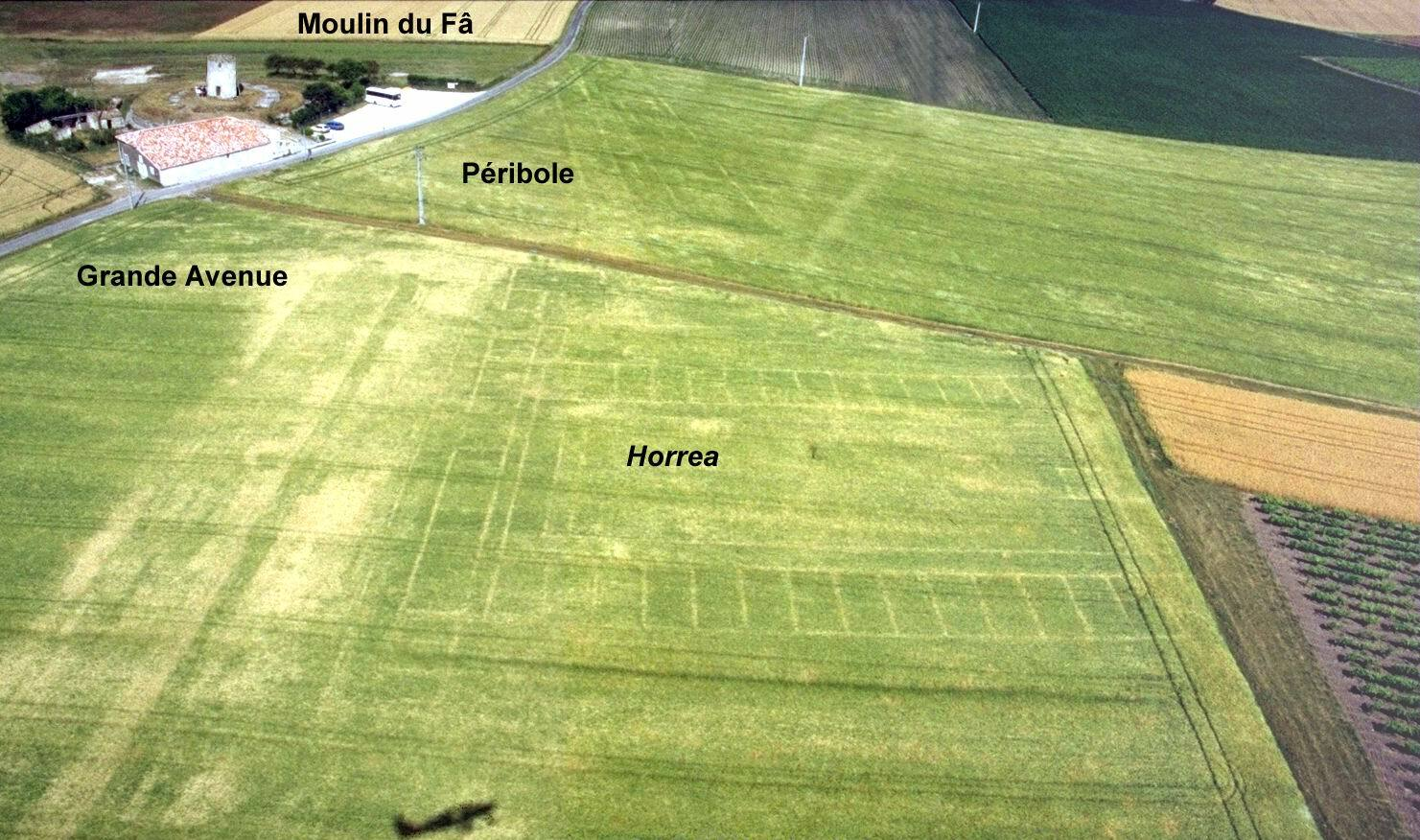
Photographie aérienne du site antique de Barzan (Charente-Maritime).

Ces données ont vocation à être portées à la connaissance du monde scientifique mais aussi du public, permettant ainsi la sensibilisation du plus grand nombre de personnes et parfois, l'organisation d'un chantier de fouilles sur un site se révélant particulièrement prometteur.
L'archéologie aérienne est un outil précieux et de mise en œuvre rapide, notamment en préalable à des chantiers de grand ampleur, travaux urbains mais surtout périurbains, construction de routes ou de voies de chemin de fer.

## Liste de prospecteurs archéologiques aériens

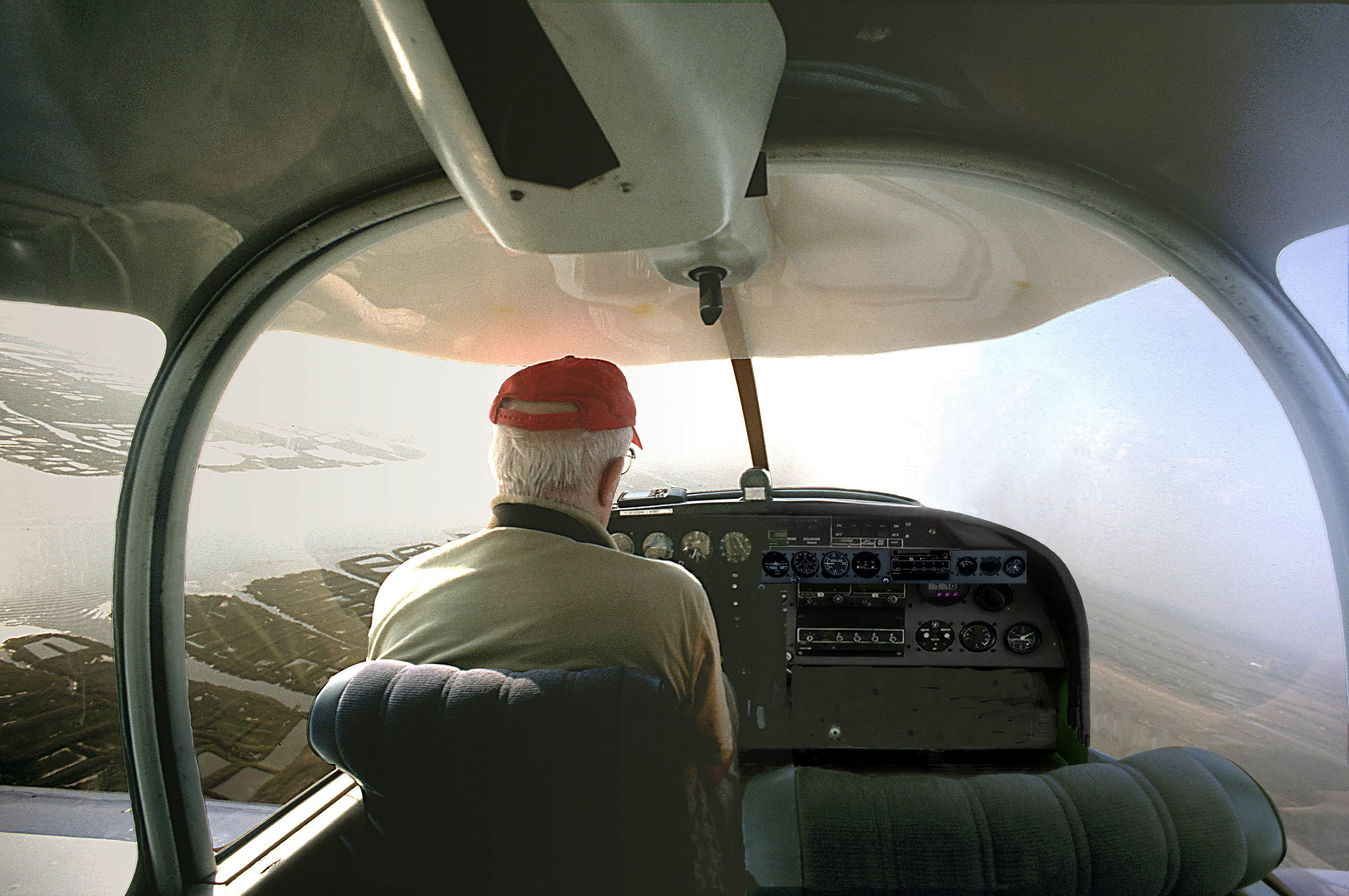
Jacques Dassié en vol.

- Roger Agache (1926-2011). Docteur en histoire de l'art et en archéologie, il commence dès 1959 à réaliser des vues aériennes de vestiges archéologiques dans le nord de la France, et notamment dans la Somme.
- Jean Baradez (1895-1969). Responsable des antiquités de l'Algérie coloniale française après la Seconde Guerre mondiale, il réalise de nombreuses prises de vue à a caractère archéologique.
- Raymond Chevallier (1929-2004). Professeur d'université, il perfectionne les techniques de prospection aérienne et contribue aux échanges scientifiques entre les opérateurs de ce domaine.
- Jacques Dassié (né en 1928). Aviateur de formation, il découvre, grâce à l'archéologie aérienne, de très nombreux sites en Saintonge, dont celui de Barzan dont il révèle l'étendue et la structure.
- Jacques Dubois (1929-2016). Ce professeur de physique et de chimie découvre plusieurs dizaines de sites archéologiques en Touraine dans le cadre de la mission qui lui est confiée par le ministère de la Culture.
- René Goguey (1921-2015). Pilote dans l'Armée de l'air française, il se consacre à l'archéologie aérienne en Bourgogne, mais aussi en Europe de l'Est, missionné par le Ministère des Affaires étrangères.
- Antoine Poidebard (1878-1955). Jésuite, envoyé au Proche Orient pour le compte de la Société de géographie, il réalise les premiers clichés connus en 1925 et cartographie ainsi l'ensemble du limes romain de cette région.
- Maurice Gautier (né en 1952). Instituteur public. Il survole la Bretagne centrale depuis 1985. On lui doit la découverte d'environ 3500 entités archéologiques. Il a été chargé d'études à la carte archéologique de Bretagne de 1995 à 1998 avec pour mission le dépouillement des couvertures aériennes de l'IGN[11].